# Димитрије Георгијевић (сликар)
Димитрије Георгијевић (19. век) био је српски сликар из Темишвара.

## Биографија
Димитрије Георгијевић је поменут као "Димитрије Г. Тирол" - имењак и синовац Димитрија П. Тирола. Димитрије П. Тироп се из Земуна вратио у Темишвар, где преузима бригу о двоје деце његовог покојног брата Георгија. Свог синовца, који је такође носио име Димитрије, шаље у Беч, на уметничку академију.  Димитрије Георгијевић био је академски образован сликар који је углавном сликао портрете познатих личности свога доба.